# Leptosiaphos graueri
Leptosiaphos graueri (п'ятипалий сцинк руандійський) — вид сцинкоподібних ящірок родини сцинкових (Scincidae). Мешкає в регіоні Африканських Великих озер. Вид названий на честь австрійського зоолога Рудольфа Грауера.

## Поширення і екологія
Руандійські п'ятипалі сцинки мешкають в горах Альбертінського рифту в Демократичній Республіці Конго, в горах Рувензорі і лісі Бвінді в Уганді, в лісі Ньюнгве на південному заході Руанди та на горі Сабіньйо на кордоні між цьома країнами. Вони живуть у вологих гірських тропічних лісах, серед опалого листя і ґрунту. Ведуть денний, риючий спосіб життя. Живляться комахами. Самиці відкладають 2 яйця.

## Збереження
МСОП класифікує цей вид як такий, що перебуває під загрозою зникнення. Leptosiaphos graueri є рідкісним видом плазунів, якому загрожує знищення природного середовища.